# Лоевский район
Ло́евский район (бел. Лоеўскі раён) — административная единица на юго-востоке Гомельской области Республики Беларусь. Административный центр — городской посёлок Лоев.
Численность населения — 10 557 человек (на 1 января 2025 года).

## Административное устройство
В районе 7 сельсоветов:
- Бывальковский
- Карповский
- Колпенский
- Малиновский
- Ручаёвский
- Страдубский
- Уборковский

Упразднённые сельсоветы:
- Переделковский
- Севковский

## География

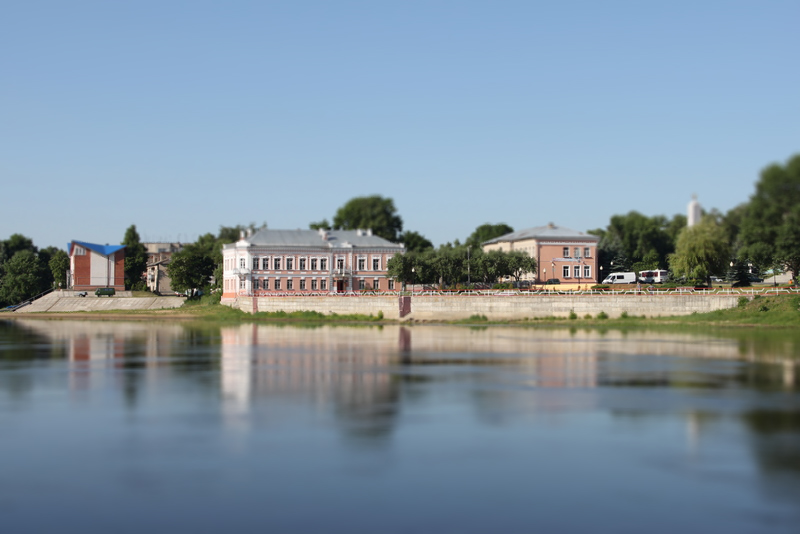
Лоев на берегу Днепра

Площадь района составляет 1050 км² (20-е место). Около половины площади приходится на сельскохозяйственные угодья, 40 % — на леса.
Основные реки — Днепр и его притоки Сож, Брагинка, Песочанка.
Между Рекорд и Бушатин, в 18 км от Лоев расположено Днепро-Брагинское водохранилище.
Район на западе и севере граничит с Брагинским, Хойникским, Речицким, Гомельским районами Гомельской области, а на востоке — по Днепру и частично по нижнему течению Сожа — с Черниговским районом Черниговской области Украины.

## Геральдика
Герб и флаг приняты решениями Лоевского районного исполнительного комитета от 19 декабря 2000 года № 575 и районного Совета депутатов от 27 декабря 2000 года № 46. Зарегистрированы в Гербовом матрикуле Республики Беларусь 12 января 2001 года № 46.

## История
Район образован 8 декабря 1926 года в составе Речицкого округа Белорусской ССР, с 9 июня 1927 года по 26 июля 1930 года входил в Гомельский округ. 4 августа 1927 года к району присоединены части упразднённых Дятловичского и Холмечского районов, в тот же день 3 сельсовета переданы Брагинскому району. 30 декабря 1927 года было произведено укрупнение сельсоветов: вместо прежних 39 образовано 13. 
С 26.07.1930 до 20.02.1938 находился в прямом подчинении БССР.
10 февраля 1931 года к району присоединены 2 сельсовета из состава Гомельского района. С 20 февраля 1938 года входит в состав Гомельской области. На 01.01.1941 включал г.п. Лоев и 15 сельсоветов: Борщёвский, Бывальковский, Деражичский, Карповский, Козерожский, Крупейковский, Липняковский, Первомайский, Переделковский, Руднемаримоновский, Ручаёвский, Стародубковский (Страдубский), Уборковский, Хатковский и Шарпиловский.
16.07.1954 ликвидированы Бывальковский, Крупейковский и Липняковский сельсоветы.
На основании Указа Президиума Верховного Совета БССР «Об укрупнении сельских районов Белорусской ССР» от 25 декабря 1962 года р-н ликвидирован, территория присоединена к Речицкому р-ну, за исключением Ручаёвского сельсовета и населенных пунктов Глушец, Лески, Майск, Новая Лутава, Севки и Старая Лутава Деражичского сельсовета, переданных Брагинскому р-ну.
На основании Указа Президиума Верховного Совета БССР «Об образовании новых районов Белорусской ССР» от 30 июля 1966 года р-н образован вновь, включал территорию, присоединенную к Речицкому (за исключением Руднемаримоновского и Шарпиловского сельсоветов, переданных Гомельскому р-ну) и Брагинскому р-нам.
04.07.1967 ликвидирован Первомайский сельсовет; образован Севковский сельсовет.
27.11.1981 Новоборщёвский сельсовет переименован в Малиновский.
17.08.1986 Козерожский сельсовет переименован в Колпенский.
20 октября 1995 года административные единицы Лоевский район и посёлок Лоев, имеющие общий административный центр, объединены в одну административную единицу — Лоевский район.
01.12.2009 упразднены Переделковский и Севковский сельсоветы.
На 01.01.2020 р-н с центром в г.п. Лоев включал 7 сельсоветов: Бывальковский, Карповский, Колпенский, Малиновский, Ручаёвский, Страдубский, Уборковский.

## Демография
Численность населения — 10 557 человек (на 1 января 2025 года), в том числе городское — 6 028 человек (Лоев — 6 028 человек), сельское — 4 529 человек.
На 1 января 2023 года население района — 11 005 человек, в том числе в городских условиях (Лоев) проживают 6 103 человек, в сельских — 4 902 человек.
На 1 января 2018 года 17,7 % населения района были в возрасте моложе трудоспособного, 50 % — в трудоспособном возрасте, 32,2 % — в возрасте старше трудоспособного. Средние показатели по Гомельской области — 18,3 %, 56,6 % и 25,1 % соответственно. По доле населения в возрасте старше трудоспособного район находится на втором месте в области, уступая только Петриковскому району (32,8 %).
На 1 января 2016 года население района составило 12 258 человек (20-е место), в том числе в городских условиях 6 733 человек. Всего насчитывается 81 населённый пункт.
Коэффициент рождаемости в районе в 2017 году составил 11,8 на 1000 человек, коэффициент смертности — 19,9 (один из самых высоких в области). Всего в 2017 году в районе родилось 140 и умерло 237 человек. Средние показатели рождаемости и смертности по Гомельской области — 11,3 и 13 соответственно, по Республике Беларусь — 10,8 и 12,6 соответственно. Сальдо миграции отрицательное (в 2017 году из района уехало на 128 человек больше, чем приехало).
В 2017 году в районе было заключено 73 брака (6,1 на 1000 человек) и 22 развода (1,8 на 1000 человек; самый низкий показатель в области после Чечерского района (1,7)). Средние показатели по Гомельской области — 6,9 браков и 3,2 развода на 1000 человек, по Республике Беларусь — 7 и 3,4 соответственно.
| Численность населения | Численность населения | Численность населения | Численность населения | Численность населения | Численность населения | Численность населения | Численность населения |
| 1970                  | 1979                  | 1989                  | 1996                  | 2000                  | 2001                  | 2002                  | 2003                  |
| --------------------- | --------------------- | --------------------- | --------------------- | --------------------- | --------------------- | --------------------- | --------------------- |
| 24 615                | ▼22 232               | ▼20 413               | ▼19 200               | ▼17 637               | ▼17 145               | ▼16 827               | ▼16 440               |
| 2004                  | 2005                  | 2006                  | 2007                  | 2008                  | 2009                  | 2010                  | 2011                  |
| ▼16 083               | ▼15 706               | ▼15 559               | ▼15 300               | ▼14 921               | ▼14 505               | ▼14 242               | ▼13 864               |
| 2012                  | 2013                  | 2014                  | 2015                  | 2016                  | 2017                  | 2018                  | 2019                  |
| ▼13 399               | ▼13 037               | ▼12 792               | ▼12 535               | ▼12 258               | ▼12 024               | ▼11 799               | ▼11 514               |
| 2020                  | 2021                  | 2022                  | 2023                  | 2024                  | 2025                  |                       |                       |
|                       |                       |                       | ▼11 005               |                       | ▼10 557               |                       |                       |

| Национальный состав по переписи населения 2009 года | Национальный состав по переписи населения 2009 года | Национальный состав по переписи населения 2009 года |
| Народ                                               | Численность                                         | %                                                   |
| --------------------------------------------------- | --------------------------------------------------- | --------------------------------------------------- |
| Белорусы                                            | 13 331                                              | 92,92 %                                             |
| Русские                                             | 630                                                 | 4,39 %                                              |
| Украинцы                                            | 264                                                 | 1,84 %                                              |
| Немцы                                               | 18                                                  | 0,13 %                                              |
| Поляки                                              | 10                                                  | 0,07 %                                              |
| Татары                                              | 10                                                  | 0,07 %                                              |

По переписи 1959 года в районе проживало 28 799 белорусов, 627 русских, 361 украинец, 129 евреев, 68 представителей других национальностей.

## Экономика

### Промышленность
- Кирпичный завод (КУП «Лоевский комбинат строительных материалов», филиал ОАО «Полесьестрой»[24]; мощность — 24 млн условных кирпичей в год[25])
- Хлебозавод
- ОАО «Лоевский Агротехсервис»
- КЖУП «Лоевский райжилкомхоз»

### Сельское хозяйство
В 2017 году в сельскохозяйственных организациях под зерновые и зернобобовые культуры было засеяно 10 285 га пахотных земель, под кормовые культуры — 18 027 га. В 2016 году было собрано 33,2 тыс. т зерновых и зернобобовых, в 2017 году — 20,9 тыс. т (урожайность — 24,1 ц/га в 2016 году и 20,3 ц/га в 2017 году). Средняя урожайность зерновых в Гомельской области в 2016—2017 годах — 30,1 и 28 ц/га, в Республике Беларусь — 31,6 и 33,3 ц/га. Средняя урожайность зерновых одна из самых низких в Гомельской области.
На 1 января 2018 года в сельскохозяйственных организациях района (без учёта личных хозяйств населения и фермеров) содержалось 21,1 тыс. голов крупного рогатого скота, в том числе 7,4 тыс. коров. В 2017 году было произведено 1,3 тыс. т мяса в живом весе и 24,1 тыс. т молока при среднем удое 3437 кг (средний удой с коровы по сельскохозяйственным организациям Гомельской области — 4947 кг в 2017 году). Удой молока с одной коровы самый низкий в Гомельской области.

### Транспорт
Через район проходят автомобильные дороги Речица — Лоев — Брагин, Брагин — Холмеч. По Днепру и Сожу осуществляется судоходство.

## Здравоохранение
В 2017 году в учреждениях Министерства здравоохранения Республики Беларусь насчитывалось 35 практикующих врачей (29,7 в пересчёте на 10 тысяч человек; средний показатель по Гомельской области — 39,3, по Республике Беларусь — 40,5) и 122 средних медицинских работника. Число больничных коек в лечебных учреждениях района — 98 (в пересчёте на 10 тысяч человек — 83,1; средний показатель по Гомельской области — 86,4, по Республике Беларусь — 80,2).

## Образование
В 2017 году в районе действовало 12 учреждений дошкольного образования (включая комплексы «детский сад — школа») с 0,4 тыс. детей. В 2017/2018 учебном году действовало 13 учреждений общего среднего образования, в которых обучалось 1,3 тыс. учеников. Учебный процесс в школах обеспечивали 303 учителя, на одного учителя в среднем приходилось 4,3 ученика (самый низкий показатель во всей республике; среднее значение по Гомельской области — 8,6, по Республике Беларусь — 8,7).
В Лоеве действует государственный педагогический колледж.

## Культура
В районном центре расположен Музей битвы за Днепр (в 1985—1990 годах был филиалом Белорусского государственного музея истории Великой Отечественной войны). В музее собрано 2,8 тыс. музейных предметов основного фонда. В 2016 году музей посетили 5,6 тыс. человек.

## Достопримечательности
- У деревни Мохов находится археологический памятник эпохи Древней Руси X — XI веков — Моховский археологический комплекс.
- Около деревни Абакумы находятся поселение и курганный могильник эпохи неолита, бронзы и X — начала XIII века[33].
- Чаплинское городище зарубинецкой культуры на правом берегу Днепра между устьями Березины и Сожа (282 могилы) оказалось занятым зарубинцами во II веке до н. э[34][35] Это пока единственный обстоятельно исследованный ранний зарубинецкий памятник в Верхнем Поднепровье. На Чаплинском городище зарубинецкой культуры в самом центре посёлка найдена миска со знаками в виде двойной секиры и копья, возможно, связанная с ритуальной сферой. Судя по Чаплинскому могильнику, «город мёртвых» начинался почти у самого въезда в городище и тянулся на 300 м от ворот посёлка по берегу реки[36].
- Усадебный комплекс (первая половина XIX века) в Переделке
- Мемориальный комплекс «Битва за Днепр» в Лоеве
- Памятники природы местного значения — дубравы Свираж и Вербуж

## СМИ
Издаётся газета «Лоеўскі край».